# SC Egenbüttel
Der SC Egenbüttel (offiziell: Sport-Club Egenbüttel von 1953 e. V) ist ein Sportverein aus dem Ortsteil Egenbüttel der Gemeinde Rellingen im Kreis Pinneberg in Schleswig-Holstein. Der Verein besitzt derzeit Sparten für Fußball, Seniorenturnen und Gymnastik.

## Fußballabteilung
Im Fußballbereich gehört der Verein zum Hamburger Fußball-Verband und nimmt an dessen Spielbetrieb teil.
Der Herren-Fußballmannschaft des Vereins spielte von 1975 bis 1988 in der zweithöchsten Hamburger Amateurklasse. Die Zeit seit 1988 wurde in tieferen Hamburger Spielklassen verbracht, bis 2004 der Wiederaufstieg in die nunmehr Landesliga genannte zweithöchste Amateurklasse gelang. Zur Saison 2008/09 stieg der Verein in die Oberliga Hamburg auf, es folgte jedoch der sofortige Wiederabstieg in die Landesliga. Nach der Saison 2010/11 folgte der Abstieg in die Bezirksliga, der der Verein seitdem angehört.

### Trainer
- Willi Reimann (1982–1984)

## Weitere Abteilungen
Bis in die 2010er Jahre bestand beim SC Egenbüttel auch eine Tischtennisabteilung, die seit 1981 gemeinsam mit dem °Rellinger TV die TTG Rellingen-Egenbüttel im Hamburger Tisch-Tennis-Verband bildete.